# Гунькина пещера
Пещера Гунькина (Сквозная) — самая крупная пещера в Гунькиной балке.

## Местонахождение
Ближайший к пещере населенный пункт — станица Андрюки Мостовского района Краснодарского края. Пещера находится на северном склоне массива Ахмет-Скала, на абсолютной высоте 930 метров. В этом районе склон массива постепенно понижается и известняки перекрываются гипсоносными толщами титона, где на поверхности ярко выражен карстовый ландшафт, всюду воронки и каналы пещер. В верховьях Гунькиной балки, по левой стороне, около мощных обнажений гипса (до 50 м) находится вход в пещеру.

## Происхождение
Исходя из характера склонов Гунькиной балки и по карстовым останкам, ранее здесь существовала единая огромная пещера речного типа. В результате механической эрозии подземных ручьев, а с поверхности — выщелачивания гипсов атмосферными осадками, образовались провалы и проседания сводов залов и коридоров пещеры. В настоящее время расширенные до громадных размеров воронки стали местом, где Гунькин ручей проходит на поверхности, а водоразделы между котловинами сохранились как обводненные подземные туннели, которые сегодня считаются самостоятельными пещерами.
Пещера Гунькина получила своё название по наименованию балки и известна очень давно. Ещё в 1877 году исследователь-натуралист Н. М. Диппика в своих работах описал пещеры Гунькиной балки. В 1968 году спелеологи попытались дать пещере новое имя Беш-Тулпар (пять богатырей), но название не прижилось.

## Описание пещеры
Общая длина Гунькиной пещеры около километра. Вход в пещеру очень большой: ширина до 10 м, высота до 5 м. От входа тянется коридор, являющийся ложем Гунькиной речки, образованный по трещине юго-восточного направления и совпадающий с направлением балки. Длина коридора 305 м, ширина от 2 до 8 м, в конце он расширяется до 17 м, затем снова сужается до 5 м. Высота коридора 1,5-2,0 м. Дно коридора (ложе речки), покрыто сырым песчано-глинистым материалом с галькой. В речке встречаются обломки деревьев. Расход воды до 15 л/сек. Вода сульфатная, кальциевая, минерализация до 2,2 г/л.
В период паводка, глубина воды в отдельных местах речки достигает 1,5 м. Пещера очень опасна возможным быстрым затоплением и обрушением сводов.
Пещера имеет три зала. Первый от входа имеет длину 45 м, ширину 20 м, высоту до 3 м. Второй — больше, длина его 55 м, ширина 42 м, высота до 10 м. Первые два зала соединяются между собой узким и низким проходом. Последний зал «Длинный» имеет длину 80 м, ширину от 12 до 25 м, высоту 10 м. Все три зала сухие. Полы их завалены глыбами гипса, отвалившимися со сводов и стен.
Из первого зала можно попасть к речке двумя ходами. Третий зал соединен с коридором по которому течёт река широким (до 3 м) и высоким (до 2,5 м) проходом.
Вытекающая из пещеры речка, немного пройдя по поверхности, уходит в другую — Гунькину пещеру (№ 2) и впоследствии впадает в реку Малая Лаба.